# Lotusiphantes nanyuensis
Lotusiphantes nanyuensis Chen e Yin, 2001 è un ragno appartenente alla famiglia Linyphiidae.
È l'unica specie nota del genere Lotusiphantes.

## Etimologia
Il nome del genere deriva dalla pianta del loto, molto diffusa nelle zone di rinvenimento, e dal suffisso greco ὑφαντης, yphàntes, cioè tessitore, per l'abilità nella costruzione della tela.

## Distribuzione
La specie è stata rinvenuta nella località di Nanyu, nella provincia cinese di Hunan

## Tassonomia
Dal 2001 non sono stati esaminati altri esemplari, né sono state descritte sottospecie al 2012.